# Tatartupe
Tatartupe (em osseta:  Тæтæртупп, do etnônimo "Tártaros" e do turco "fundo", "tepe" ou "colina") são as ruínas de uma cidade medieval (apenas um minarete foi preservado até 1981), localizado na margem esquerda do Terek, não muito longe da vila de Zmeyskaya e da vila de Elkhotovo, na região de Kirov, na Ossétia do Norte.  Na literatura arqueológica, o nome "fortificação Verkhnejulatskoe" é mais frequentemente usado.  De acordo com a versão popular, é um assentamento nas medievais aparece crônicas russas como a cidade alana (Tetyakov). Tatartupe, desde os tempos antigos, é um lugar sagrado e em grande veneração entre ossetas, bálcaros, cabardinos e outros povos do Norte do Cáucaso. 

## História
| Minarete de Tatartupe                                                                            | Minarete de Tatartupe                                                                 | Minarete de Tatartupe               |
| ------------------------------------------------------------------------------------------------ | ------------------------------------------------------------------------------------- | ----------------------------------- |
|                                                                                                  |                                                                                       |                                     |
| No mapa da Linha de fronteira do Império Russo em 1782, com as ruínas de uma mesquita à direita. | No mapa A estrada através do Cáucaso desde a vila de Yekaterinograd até Tbilisi 1831. | No mapa de V. I. Dolbezhev de 1882. |

Segundo os arqueólogos, a cidade surgiu no século X como um assentamento de alanos. Estar em um lugar estrategicamente importante - portão em osseta:  Æрджынарæг ( em osseta:  Æрджынарæг Джrdzhynaræg - “ desfiladeiro dos Args ”), no caminho que conduzia Darial ao Transcaucásia, rapidamente cresceu e se desenvolveu e, no início do século XIII, tornou-se o centro político e econômico local dos alanos. De 1238 a 1239, o assentamento foi capturado e destruído pelos mongóis, mas foi rapidamente reconstruído e, no final do século XIII, apesar do domínio mongol-tártaro, tornou-se novamente um importante centro do norte do Cáucaso. No século XIV, quase um século, a cidade se tornou um forte posto avançado da Horda Dourada no norte do Cáucaso e foi chamada de Dzhulat Superior. Com a capital da horda - Sarai ele estava conectado por mais duas cidades da Horda Dourada - Baixo Dzhulat na atual Cabárdia-Balcária e Majar no território de Stavropol . Aparentemente, naquela época, ele recebeu o nome "Tatartupe" dos povos caucasianos locais - "acampamento tártaro".  
Durante o tempo de Usbegue Cã, uma poderosa guarnição tártara estava em Tatartupe, o Islã foi propagado ativamente e a construção em larga escala estava em andamento. Segundo dados arqueológicos, naquela época duas mesquitas com minaretes foram construídas aqui. O maior deles era uma catedral (uma mesquita de juma) e realizava serviços às sextas-feiras e nos principais feriados, o menor atendia às necessidades diárias dos residentes muçulmanos. Ao mesmo tempo, igrejas cristãs estavam sendo construídas na cidade. A existência em Tatartupe das ruínas de três igrejas é confirmada pelos testemunhos de muitos viajantes do passado, bem como pelas pesquisas arqueológicas modernas. 
Tendo viajado para cá no caminho de Derbente para Tartária, no início do século XV, um viajante alemão John Schiltberger escreveu que havia visitado o “país montanhoso de Djulad, habitado por um grande número de cristãos que têm um bispado. Seus padres pertencem à ordem carmelita ... ” É sabido que no século XV, na costa do Mar Negro, no Cáucaso Ocidental, no Daguestão e na Transcaucásia, os enérgicos e empreendedores comerciantes italianos organizaram vários postos comerciais. Não há nada de surpreendente em sua aparência em Tatartupe, em vista de sua posição vantajosa em uma importante rota da Transcaucásia para o norte. E missionários vieram junto com os comerciantes. Mas, aparentemente, o catolicismo não se enraizou nos residentes locais, pois durante as escavações não foram encontrados restos de monumentos católicos.  
As evidências de um viajante turco do século XVII, Evliya Çelebi, sobreviveram. Estudando o norte do Cáucaso, ele deixou a seguinte nota sobre o Tatartupe, que ele chama Iraque i Dadiã : "Os restos de edifícios antigos são visíveis ... As inscrições e datas são preservadas nas portas ... Quando você olha para esta cidade em altura, vê 800 edifícios antigos".  Tatartupe menciona em seu poema inacabado Tazit Pushkin, Alexander Sergeevich  . 

## Minarete de Tatartup

A parte superior do minarete em Tatartupe. O cinto de estalactite e, localizado abaixo dele, um cinto decorativo estilizado como uma inscrição cúfico são claramente visíveis. Registro do ano de 1974

No século XX, de todos os edifícios da cidade outrora populosa, ressalta-se apenas um minarete (em osseta:  Дзылаты мæсыг). Sua altura era de 21 metros, mas inicialmente era mais alta, pois seu pico desmoronou ao longo do tempo. A base do minarete era composta de camadas de pedras alternadas com camadas de tijolo, e o tronco era apenas tijolo. Sua decoração era um cinto duplo de estalactite, que além de decorativo também era de importância prática - ele sustentava a varanda anular, na qual o almuadem saía para anunciar o início da hora da oração. Uma decoração adicional do minarete era um cinto decorativo decorativo localizado abaixo, estilizado como uma inscrição cúfica, além de azulejos turquesas redondos - “pratos” com diâmetro de 8 cm inseridos na alvenaria. 
Não há nisba (quitabe) no minarete - uma placa especial na qual o nome do mestre e o ano de construção são indicados. O famoso cientista e viajante francês Frederic Dubois de Montperet, em 1834, viu em sua base "os restos de uma inscrição árabe muito danificada", mas não tirou uma cópia deste texto, que desapareceu com o tempo.  Estudando o estilo e a técnica de construção, os especialistas observam que ela tem pouco em comum com os minaretes da Crimeia e da Bulgária do Volga, além da Ásia Central e do Irã. Os personagens mais próximos eram os minaretes do Azerbaijão, construídos no estilo Shirvan-Absheron (por exemplo, os minaretes khanega no rio Pirsagate e a mesquita Bibi Heibate, perto de Bacu). Talvez o minarete tenha sido construído por mestres construtores capturados, trazidos do Azerbaijão após uma das campanhas do Usbeque Cã.  
No século XVIII, quando esses lugares foram visitados pelo acadêmico Johann Anton Güldenstädt, a mesquita ainda estava em ruínas perto do minarete. Segundo o viajante, o edifício tinha 28 degraus de comprimento e 14 degraus de largura (aproximadamente 23 x 11,5 metros). Já naquela época havia apenas paredes e não havia cobertura. As águas do rio, penetrando periodicamente nas ruínas da mesquita, depositavam depósitos de lodo no chão, com até meio metro de espessura.   
Pushkin visitou o Tatartupe em 1829, em sua "Viagem a Arzrum", deixou as seguintes impressões: "O primeiro lugar maravilhoso é a fortaleza do Minarete. Ao se aproximar, nossa caravana cavalgava por um vale encantador, entre os montes cobertos de tília e plátano. Estes são os túmulos de vários milhares de mortos pela praga. As flores geradas pelas cinzas infectadas estavam cheias de cores. À direita estava o Cáucaso Nevado; em frente a uma enorme montanha arborizada; atrás dela havia uma fortaleza; ao seu redor são visíveis os vestígios de um aul devastado, chamado Tatartupe, que já foi o principal na Grande Cabarda. Um minarete leve e solitário testemunha a existência de uma vila desaparecida. Sobe harmoniosamente entre pilhas de pedras, nas margens de um riacho murcho. A escada interna ainda não desabou. Subi até a plataforma da qual a voz do mulá não soa mais " .  
Em 1981, o minarete foi destruído como resultado de uma tentativa de restauração não profissional. 

## Pesquisa arqueológica
A pesquisa arqueológica no território do assentamento Verkhnejulatsky foi realizada por vários anos, a partir de 1958, pelo destacamento Verkhne-Dzhulatsky da expedição no norte do Cáucaso do Instituto de Arqueologia da Academia de Ciências da URSS e do Instituto Ossétio do Norte. A expedição registrada na fortaleza ruínas de três igrejas, duas mesquitas e quatro minaretes - três no monte e um 6 quilômetros rio acima. Segundo especialistas, a presença de tantos monumentos muçulmanos torna possível considerar a grande mesquita do minarete Tatartup como uma catedral (" mesquita juma ").  

### Mesquita Catedral

Escavações da mesquita de Tatartupe em 1960

Entre outros objetos, a base desta mesquita foi escavada, cuja parede oeste estava a dois metros ao sul do minarete de Tatartupe. A mesquita em plano era um retângulo irregular estendido de oeste para leste com um ligeiro desvio para o sul. Seu muro oriental não foi explorado, pois está localizado sob o aterro da rodovia. A largura externa do edifício era de 11,5 metros, a interna - 9,7 metros. A fundação, com uma profundidade de 0,75 metros e uma largura de até 1,5 metros, foi projetada em paralelepípedos, as paredes foram feitas de tijolos queimados medindo 21-25 x 21-25 x 4-5 cm, e o piso foi revestido com um tijolo maior de 40 x 40 x 5,5 cm. A largura da base é de 0,8 metros, as paredes são de 0,5 metros, a altura das paredes é de pelo menos 6 metros (reconstruída com base em um estudo da parede sul, que caiu, mas não desmoronou). Como decoração, foram utilizados tijolos vermelhos com esmalte turquesa e estuque com tinta vermelha. A entrada principal da mesquita não foi encontrada e, aparentemente, estava localizada no muro oriental sem cortes, já que o muro norte foi para o leito do rio. Na parede ocidental, perto do canto noroeste, foi encontrada uma porta para a entrada no minarete. Quase nada foi preservado da cobertura do edifício, apenas fragmentos de um ladrilho plano com um lado foram encontrados no lixo da construção. Datar a construção da mesquita é difícil, pois o edifício fica em uma camada de cascalho e barro continental, desprovido de depósitos culturais e, durante as escavações, foram encontradas algumas coisas diferentes (pontas de flechas, pregos, fragmentos de facas), entre as quais não há datação. 
Sob o chão e ao lado das paredes do lado de fora do prédio, seis enterros foram descobertos, feitos de acordo com o costume muçulmano (o corpo está esticado de costas, de cabeça para o oeste, de frente para o sul, sem nada). Dez metros ao sul da mesquita, existem mais três dos mesmos locais de sepultamento, em dois dos quais pedaços de chifres foram encontrados, o que pode indicar um ritual funerário dos Cabardinos.  

### Mausoléu

Escavações do mausoléu de 1960

Em 1960, a fundação de outro prédio foi escavada, localizada a uma distância de 260 metros norte-noroeste do minarete de Tatartupe. Era um edifício retangular medindo 8,4 x 7,3 metros, orientado para os pontos cardeais. As escavações descobriram a fundação em paralelepípedos e parte das paredes, preservadas a uma altura de cerca de 1,2 metros. As paredes tinham uma espessura de 0,7 metros e eram compostas de fileiras alternadas de paralelepípedos suspensos e tijolos queimados em uma argamassa de cal. Uma porta de 1 metro de largura foi encontrada na parede norte do edifício, e uma borda de tijolo medindo 68 por 30 cm foi encontrada na parte externa da parede leste. Nos lados exteriores das paredes, vestígios de gesso foram preservados. A estrutura foi erigida na camada cultural anterior, com cerâmica dos séculos X-XIII e, com base nisso, pode ser datada do final do século XIII - início do XIV. As descobertas feitas durante as escavações (um chifre com um padrão circular, uma alça de um vaso de vidro, pontas de flechas chatas de ferro, uma placa ornamentada com osso de uma aljava) não contradizem essa datação. A técnica de construção deste edifício é semelhante à técnica da mesquita do minarete de Tatartupe. 
Segundo a versão principal, o edifício era originalmente um mausoléu muçulmano, possivelmente um edifício administrativo. Como uma característica interessante, os especialistas observam que, ao longo de sua história, o edifício foi usado duas vezes, uma vez que possui dois andares. O primeiro deles é o adobe, localizado no nível da fundação, o segundo é de terra, 25 a 30 cm mais alto que o primeiro. A reutilização do edifício (segundo andar) inclui um layout redondo de cerca de 3 metros de diâmetro, composto por 12 rochas planas com um diâmetro de 35 a 40 cm, cujo objetivo não é claro para os pesquisadores. 
Do lado de fora da parede ocidental do edifício, sete enterros muçulmanos sem coisas foram examinados (apenas dois botões de prata foram encontrados). O cemitério estava cercado por um muro de pedra.  

### Igrejas cristãs

As ruínas da igreja número 2 em 1959. Uma vista do leste, em primeiro plano, é uma cripta

As ruínas de uma das igrejas cristãs do Alto Dzhulat foram descobertas em uma das colinas próximas à rodovia, graças a tijolos saindo do chão e investigadas em 1959 pelo arqueólogo O. V. Miloradovich. Era um pequeno prédio medindo 7,7 por 5,6 metros com uma abside semicircular no lado leste. Uma pequena capela foi adicionada à parede sul da igreja, também com uma pequena abside. Durante as escavações, foram descobertos fragmentos de estuque com fragmentos de pinturas a fresco. Talvez esta seja a igreja em que Johann Anton Güldenstädt, em 1771, viu imagens da Virgem Maria e João Batista. A maioria dos pesquisadores na construção da igreja estava interessada na presença de uma cripta no altar abobadada na qual a escotilha localizada no centro do altar. Dentro da cripta, em sua parede norte, havia uma entrada baixa para uma passagem secreta subterrânea que levava a um penhasco nas margens do Terek. A igreja estava cercada por uma cerca de pedra, dentro da qual muitos enterros cristãos foram descobertos. 
Baseado no traçado da igreja e em alguns achados, o famoso historiador e arqueólogo E. Krupnov estimou a data de construção para o século XII e atribuída aos monumentos arquitetônicos da Rússia antiga. Outros pesquisadores observam que a natureza dos materiais de construção e a técnica de alvenaria tornam possível correlacionar a datação do edifício com o final do século XIII ou início do XIV, e a construção do edifício nos monumentos arquitetônicos da Rússia é impedida pela cripta do altar - uma vez que criptas não são comuns na arquitetura russa antiga. 
Em 1962, mais duas igrejas foram investigadas no assentamento Verkhnezhdulatsky, uma das quais tinha a mesma cripta.  

## Adoração por várias nações

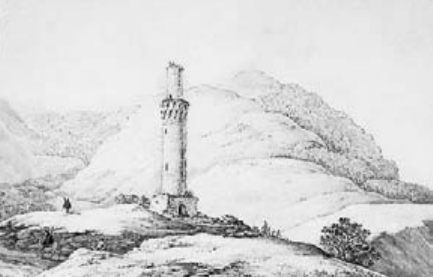
Posto da mesquita de 1829

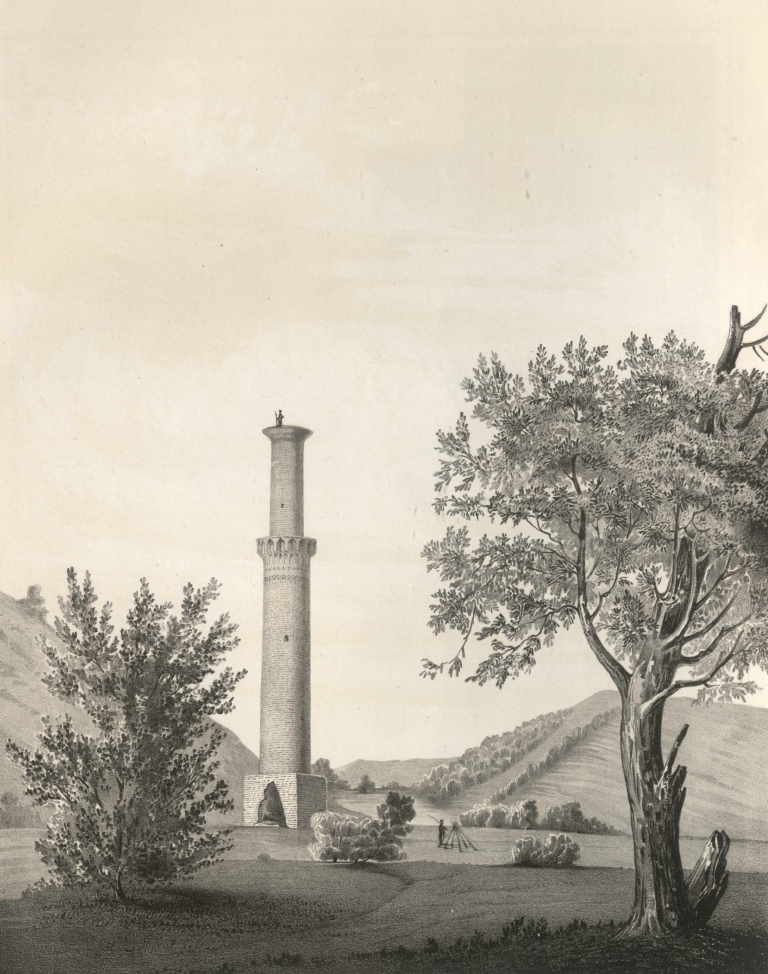
Por Frederic Dubois de Montper, o minarete em 43 verstas de Vladikavkaz de 1840

Entre os ossétios e cabardianos, o Tatartupe sempre foi considerado um lugar sagrado e gozou de grande veneração. Isto é especialmente verdade no santuário no topo da montanha. Pushkin estava ciente das histórias locais, que escreveu em seu poema inacabado "Tazit": "Em uma reunião inesperada, o filho de Gasub, com a mão de uma pessoa invejosa, foi morto perto das ruínas de Tartuba" .  O filho de Gasub foi morto em um lugar sagrado, reverenciado pelos montanheses e dando imunidade a qualquer pessoa! Foi uma blasfêmia sem precedentes e, quando o jovem Tazit conheceu o assassino de seu irmão e o poupou, ele foi amaldiçoado e expulso por seu pai, Gasub.  

### Ossétios
A expedição de O. V. Miloradovich em 1960 examinou um santuário da Ossétia (" Dzuar") Tatartupe, localizado a 2,5 quilômetros a sudeste da vila de Zmeyskaya, em frente à vila de Elhotovo, na margem alta do Terek, a encosta sul voltada para o morro. Nesse local, Johann Anton Güldenstädt, em 1771, viu a segunda igreja cristã de Tatartupe. Foi construída uma torre no local do santuário, que violava a alvenaria anteriormente existente de um antigo tijolo quadrado queimado medindo 25 x 25 x 5 cm. Perto havia um carvalho serrado, no qual, segundo os moradores locais, costumava haver uma caixa para ofertas em dinheiro.  

### Cabardinos
O conhecido historiador e etnógrafo cabardino Shore Bekmurzin Nogmov escreveu em seu livro "História das pessoas de adyheyskogo", escreveu: "Nas margens do rio Terek, acima de sua conexão com o rio Malka, há um grande número de torres ou minaretes. Em cabardino, eles são chamados de "julat", abreviados de "zhoryt ant", ou seja, uma "capela para esmolas de doadores de boa mente". Segundo a lenda, eles foram fundados por nossos antepassados na antiguidade e foram visitados para purificar e oferecer sacrifícios. Se uma briga ou violação de uma palavra ocorresse entre aliados ou amigos, os dois iam a um vigário com arco e flecha. Ao chegarem lá, eles ficaram um contra o outro, pegaram a flecha pelas extremidades e prometeram que não haveria brigas entre eles no futuro; depois quebraram em dois e voltaram para casa. Os cabardinos dizem que quando o Kode-Berdy-khan e os tártaros se estabeleceram sob o próprio Julate, as pessoas começaram a chamar esses edifícios de Tatartupe, isto é, "sob os tártaros". Quando Koja-Berdy-khan saiu com sua horda, outro cã, Janbeque, se apropriou completamente dos bandidos e os converteu em minaretes. Mas a tradição continuou a ser preservada em um provérbio; em vez de um juramento, o povo falou em favor de (declaração de suas palavras: Tatartupe Penjen-sen - "deixe-me estar no Tatartupe muitas vezes!" ". "

### Bálcãs
De acordo com etnógrafos russos do final do século XIX, o Tatartupe era um lugar sagrado para os Bálcaros (“tártaros das montanhas”) como era para os cabardinos. O juramento mais sério foi considerado o pronunciado na torre do minarete Tatartupe. O ritual incluía pronunciar após o nome de Deus os nomes de dois irmãos, Tatartyub e Penjehasan, de acordo com lendas antigas que trouxeram o Islã a Cabárdia, após o qual a pessoa que prestou juramento se considerava obrigada a contar apenas a verdade, sofrendo as consequências mais graves para sua espécie, para qualquer uma, até as mais o menor desvio da verdade.  Segundo autores modernos, o nome simbólico do segundo irmão lendário esconde o nome de outro santuário antigo no norte do Cáucaso - Penj e Hassan, mencionado por Evliya Çelebi em seu livro de viagens.   

### Nogai

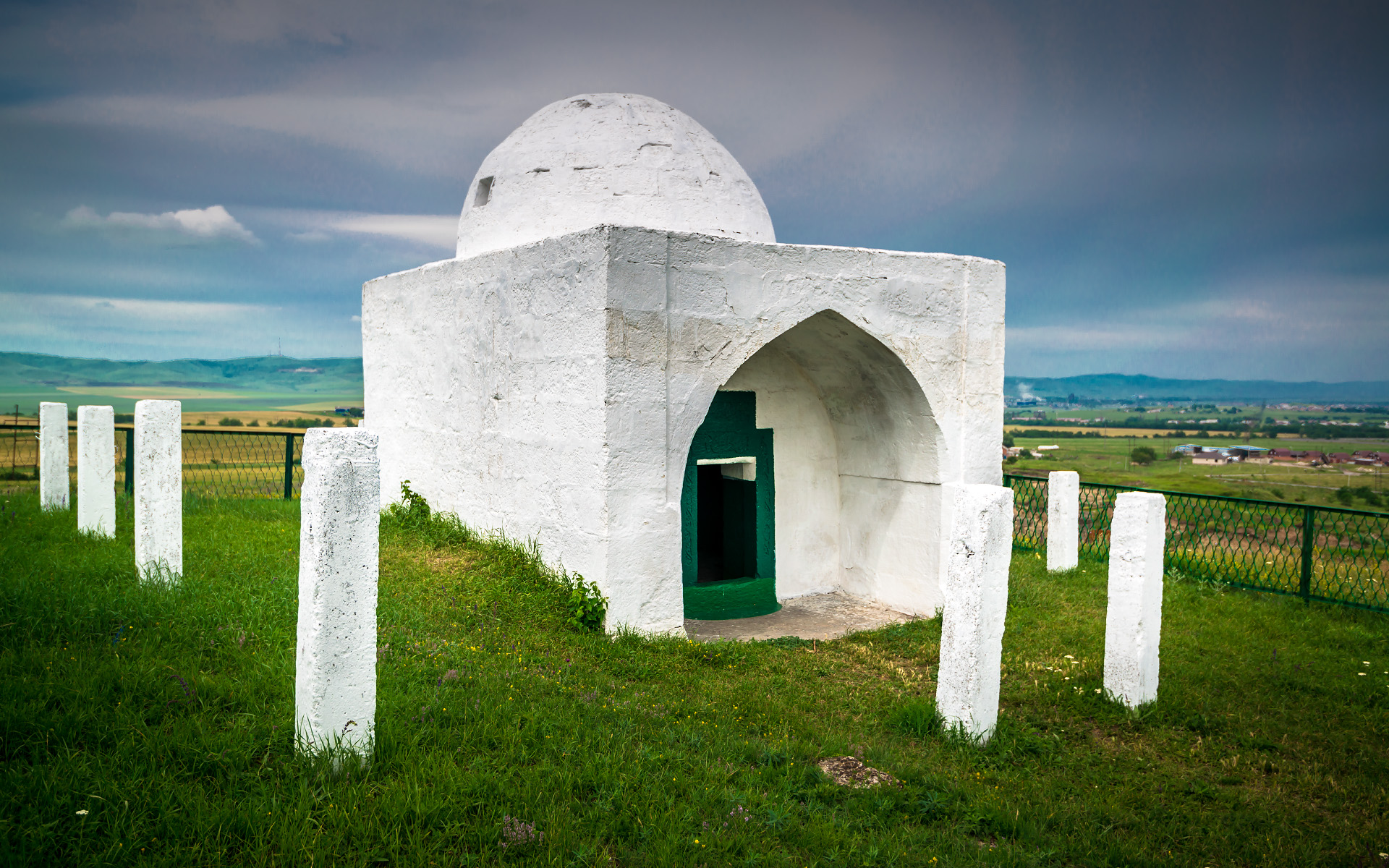
Mausoléu do Borgue-Cas no ano de 2013

Os dados etnográficos permitem identificar alguns critérios objetivos que conectam os Nogais ao Tatartupe. Assim, de acordo com as lendas de Nogai, o governante de Tatartupe, um dos líderes das tribos Nogai da Horda Dourada Borga Khan  (Borgacã, Boragã), que migrou da Crimeia para o Cáucaso (onde Sunja e Terek se fundem) em Mamai, foi enterrado no mausoléu de Borgue-Cas.  Em geral, o folclore Nogai         está cheio de lembranças da devastadora campanha de Tamerlão, que destruiu a cor das hordas de Nogai, em particular no poema de Nogai “ Murza-Edige ” refere-se ao sultão de Berca - o cã, o governante de Tatartupe, e descreve as terríveis conseqüências da derrota de Tamerlão em Toquetamis.  Pesquisadores dos séculos XVII e XVIII encontraram muitos monumentos epigráficos em Tatartupe. Evliya Çelebi, que visitou aqui em 1665, relatou que diferentes contos foram escritos no cemitério da cidade de Iraque i Dadiã (Tatartupa) em túmulos monumentos, inclusive em idiomas turcos.  L. Lavrov sugeriu que a maioria das inscrições do Tatartupe fosse atribuída ao século XVIII. Ele observou que as inscrições posteriores de Nogai preservadas aqui foram escritas em turco.  No final do século XIX, a veneração deste lugar sagrado permaneceu na vida Nogai  em Piatigorsk - na véspera do feriado de Ano Novo da primavera solstício de Noruz, subiram para adorar o trato Tatartupe. Segundo os etnógrafos, eles adotaram esse costume dos cabardinos.   

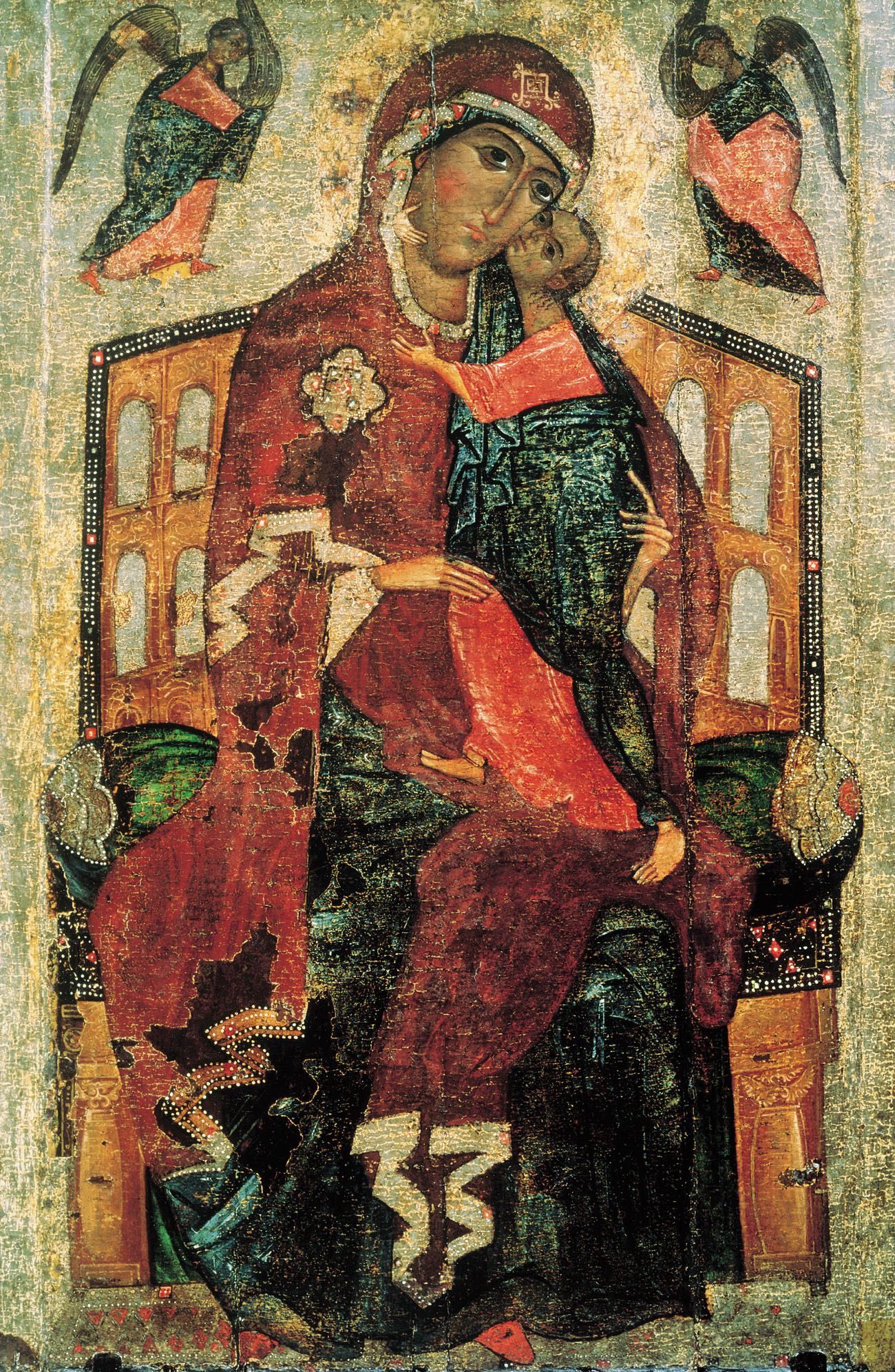
Grande ícone da Mãe de Deus por Tolgskaya (Tolgskaya I) do século XIII

## Crônicas Dedyakov
Segundo uma versão das crônicas russas do século XIII (ou início do XIV), Tatartupe é mencionado nas como cidade Iasi (Tityakov). Os seguintes marcos geográficos da cidade são indicados na Crônica de Nicão: “Sobre o rio além de Terca, sob as grandes montanhas perto de Yassky e Cherkassky, perto da cidade de Tityakov, no rio Sivintsa, perto do Portão de Ferro ...” .  Segundo o famoso etnógrafo soviético e crítico caucasiano L. Lavrova , "... O Portão de Ferro ..." é a passagem Daryal, realmente localizada "... do outro lado do rio além do Terca ..." (além do Terek ), "... sob as grandes montanhas sob o Yassky e Cherkassky ..." (ou seja, na Cordilheira do Cáucaso ). 
Nos anos 1277-1278, na Crônica de Simeão, sobre a participação de príncipes russos em uma campanha no norte do Cáucaso junto com os mongóis, diz-se: “O príncipe Mnozi dos boiardos e servos entrou em guerra com o cã Mangu Temir e Deus ajudou o príncipe da Rússia, tomando a gloriosa cidade de Yaskiy Dedeyakov no mês de fevereiro, às 8, em memória do santo profeta Zacarias, e ele ficou cheio de ganância pelo grande, e espancou os oponentes sem várias armas e os queimou com fogo. ”  Segundo uma versão, o milagroso ícone Tolgskaya da Mãe de Deus poderia ter sido trazido pelo príncipe Yaroslavl Fyodor Rostislavich Cherny de Dedyakov como um troféu ("... grande ganho ...") desta campanha. Como um dos argumentos a favor dessa teoria, os especialistas observam que o tipo de pintura de ícones “Nossa Senhora de Eleusa  no trono”, na qual esse ícone é feito, não é típico da Rússia, mas é generalizado na Geórgia.  